# Callithomia thornax
Callithomia thornax är en fjärilsart som beskrevs av Bates 1862. Callithomia thornax ingår i släktet Callithomia och familjen praktfjärilar. Inga underarter finns listade i Catalogue of Life.